# Batu Khan
Batu Khan (in tataro Бату хан; 1205 – Saraj, 1255) è stato un condottiero mongolo, figlio di Jöchi, nipote di Gengis Khan e fondatore del khanato dell'Orda d'Oro (khanato Kipchak) nella Russia meridionale nel XIII secolo.

## Biografia
Fu il Khan fondatore dell'Orda d'Oro unificata nel 1335 e a lui succedette Sartak, uno dei suoi figli. L'Orda d'Oro rappresentava la riunificazione di Orda Bianca e Orda Blu, rispettivamente i Khanati Imperiali dei territori occidentali l'uno, e orientali l'altro, uniti ai territori centroasiatici originari dei Mongoli.
Accadde che Batu, condottiero vittorioso in precedenza in Crimea, decise con gli altri fratelli e parenti, signori degli eserciti e titolari dei brevi e instabili Khanati centroasiatici, di conquistare le terre verso il Volga e di puntare verso l'Europa l'espansione del suo popolo.
L'invasione venne pianificata dal Gran Khan Ögödei nel 1235, a Batu venne dato il comando nominale della missione mentre i suoi fratelli lo coadiuvavano; Orda Khan conduceva quella che sarebbe divenuta l'Orda Bianca e sotto di lui servivano Baidar Khan e Kadan Khan; con ciò che sarebbe diventata l'Orda Blu erano Berke Khan (poi Khan dell'Orda dopo il breve regno del figlio di Batu), Sinkur Khan e Shibani Khan, che servivano sotto di lui. L'orda era coordinata dall'esperto generale Subedei Khan che già era passato in Russia negli anni venti del 1200, battendo i principi russi sul fiume Kalka nel 1223. Le scorrerie partirono nel 1241 a Cracovia (prima invasione mongola della Polonia) e in Lituania, razziando dalle città sul Mar Baltico alla Boemia. Lungo la sua discesa le conquiste si facevano sempre più ardue e ad un costo umano sempre più alto, specialmente alle porte dell'Ungheria presso Muhi ed in Moravia per l'opposizione di Bela IV e poi nei pressi di Székesfehérvár dove ebbe la peggio. Ritirandosi dalla città si diresse a sud in Croazia dando la caccia al re Bela che si era rifugiato in una rocca segreta in Dalmazia. Saccheggiò le città croate e dalmate, da Zagabria a Scutari, subendo una sola sconfitta a Fiume. Giunti sulle coste dell'odierna Albania decisero di ritirarsi per la morte di Ögödei e l'imminente Kuriltai che di lì a pochi anni sarebbe stato indetto a Karakorum per l'eventuale successione di Batu al Gran Khanato. Ritornando, percorsero le piste in Bulgaria, mettendo a ferro e fuoco tutte le città che incontravano, in modo non meno feroce del loro arrivo.
L'esercito complessivo contava forse 130 000 guerrieri tra tribù mongoliche, turche e altaiche, e l'orda così unificata, senza più la prevalenza dei Mongoli, diede origine alla dinastia del Khanato dell'Orda d'Oro.
Negli ultimi anni di vita lasciò la gestione del khanato al figlio Sartak, prima della morte avvenuta a Saraj nel 1255.

## Discendenza
Batu ebbe probabilmente tre figli:
- Sartak, figlio maggiore, khan dell'Orda d'Oro dal 1256 al 1257
- Tokoqan
- Ulakci, figlio minore (è anche possibile sia figlio naturale o adottato di Sartak)